# Сјежа
Сјежа (рус. Съежа) река је на северозападу европског дела Руске Федерације. Протиче преко територије Удомљанског рејона на северу Тверске области и Боровичког рејона на југоистоку Новгородске области.
Лева је притока реке Увер и део басена реке Мсте, односно језера Иљмењ и Балтичког мора.
Река Сјежа је отока језера Удомља која свој ток започиње на његовим западним обалама, а ниво воде у реци регулисан је браном која се налази на почетку њеног тока. Тече ка северу и након 104 km тока улива се у реку Увер. У горњем делу тока водоток је широк око 10 метара, сам проток воде је доста мали, а обале су ниске. Већ на 12. километру појављују се и прве мање каскаде у кориту, а обале су знатно више. У доњем делу тока благо скреће ка северозападу, корито се шири на 30 до 40 метара, а обале су обрасле густом шумом. Дуж целог тока Сјеже налази се неколико брана којима се регулише ниво воде у речном кориту.
Најважнија притока је река Липенка. Укупна површина сливног подручја је око 1.240 km².
Како се воде језера Удомља из којег отиче река Сјежа користе за хлађење 4 нуклеарна реактора Калињинске нуклеарке концентрације радиоактивних изотопа трицијума у горњим деловима тока и до 50 пута су веће од дозвољених.